# Radnóti Ákos
Radnóti Ákos (Győr, 1979. augusztus 12. –) magyar politikus, Győr város alpolgármestere, önkormányzati képviselő, a Fidesz győri alelnöke, a Fidesz-KDNP frakcióvezetője.

## Élete
Főiskolai diplomáját a Nyugat-magyarországi Egyetem Apáczai Csere János Főiskolai Karán szerezte meg. 2009 októberében elvégezte a Polgári Magyarországért Alapítvány Ifjúsági Akadémiáját, önkormányzati képzés kurzusát. 2015-ben oklevelet kapott a Zsigmond Király Főiskola településmenedzser képzésén. A Milton Friedman Egyetemen politológiát hallgatott, de nem fejezte be. Németből középfokú nyelvvizsgája van.
2006 áprilisában lépett be a Fideszbe, 2007–2014-ig a Fidelitas győri csoportjának vezetője, 2010-től önkormányzati képviselő Adyváros, Győr lakótelepi városrészében, melyet 2016-ban egy országos internetes lap szavazásán az ország legjobb lakótelepének választottak. 2014-ben, majd 2019-ben is újraválasztották az önkormányzati választásokon. 2014. november 18-tól Győr alpolgármestere, majd 2019. november 7-én ismét alpolgármesternek választották. Alpolgármesterként felel a városüzemeltetésért, a környezetvédelmi feladatokért, a nemzetközi kapcsolatokért és a társadalmi (civil) kapcsolattartásért. 2021. március 29-én Dr. Dézsi Csaba András polgármester, a sport szintjét Győrben magasabb szintre helyezve megbízta a város sportjával kapcsolatos feladatainak ellátásával is alpolgármesteri szinten. Prof. Dr. Dézsi Csaba András polgármester Sportügyi Tanácsadó testületet hozott létre, melynek az elnöke Radnóti Ákos, mint a sportért is felelős alpolgármester lett.

## Pályafutása
2006–2010-ig a Győri Önkormányzat Gazdasági, Idegenforgalmi és Informatikai Bizottság tagja. 2007–2010. Győr város Turisztikai Albizottságának tagja volt.
2007–2014-ig a Fidelitas győri csoportjának elnöke, mely csoportot 1999-ben Szijjártó Péter alapított és volt az elnöke. 2009 márciusában kampányt kezdeményezett a kamionok autópályán való előzésének tiltása érdekében. 2009 áprilisában „Dohányzásellenes akció a játszótereken” kezdeményezéssel élt, az akció Győrből elindulva országszerte sikert aratott. 2009 októberben a Fidelitas Országos Választmánya alelnöknek választotta, 2013. novemberig töltötte be a tisztséget.
2010. márciusban a Fidesz országgyűlési képviselőjelöltje, az országos listára felkerülve.
2010. októbertől a Fidesz–KDNP önkormányzati képviselője Győr 07. számú választókörzetében, 2014-ben, majd harmadszorra a 2019. október 13-i önkormányzati választáson is újraválasztották. 2010. október és 2014. október között Győr Megyei Jogú Város Önkormányzat Pénzügyi Bizottságának elnöke.
2011. augusztustól a Fidesz Győri alelnöke.
2014. novembertől az Idősügyi Tanács elnökhelyettese 2020. januárig, a Városi Diákfórum önkormányzati delegáltja. 2014. novembertől a Megyei Jogú Városok Szövetsége(MJVSZ) Ifjúsági - Oktatási - Sport Albizottság elnöke 2014. november 18-tól Győr Megyei Jogú Város alpolgármestere, mely tisztségében a 2019. november 7-én megtartott alakuló közgyűlésen újraválasztották.
2020. májustól a FIDESZ-KDNP győri frakcióvezetője
2021.novembertől a Győri Atlétikai Club (GYAC) elnökségi tagja 
2022. áprilistól a Győri Audi ETO KC elnökségi tagja.

## Díjak
- 2017. április 24-én a Rendőrség Napja alkalmából a 2016. évben nyújtott együttműködő és segítő tevékenységéért Szent György-emlékplakett elismerést kapott.[14]
- 2018 augusztusában az V. Adyvárosi Tópartyn Szenes Iván Művészeti Díjat kapott, melyet a művész lányától, Szenes Andreától vett át.[15]
- 2020. március 10-én a Kertészek és Kertbarátok Országos Szövetségének elnöki dicséret oklevelet vette át Dr.Szent-Miklóssy Ferenc elnöktől.[16]

## Egyéb
Hobbija a festészet, a modern, absztrakt, geometrikus ábrázolás. Galla Miklós humoristával, előadóművésszel, akinek régi rajongója   2018-ban közös kiállítást rendezett Párdiadal néven, mivel hasonló témákban festenek. Galla Miklós így magyarázta meg a közös kiállítás címét nyitóbeszédében: "A Párdiadal cím az arra utal, hogy itt ezúttal Ákossal ketten vagyunk, és reméljük, hogy diadalt aratunk"  A festészet mellett szabadidejében teniszezik, legjobb eredménye egy Győr Open 3. helyezés és 2020-ban, a Manager Open győri teniszversenyén szintén harmadik helyezés. 2020 nyarán a Facebook-on egy kommentelő a képviselőt trágár kifejezéssel illette. Radnóti Ákos a komment miatt pert indított, a kommentelőt első fokon három évre próbára bocsátotta a bíróság. A másodfokú bíróság ezt az ítéletet megsemmisítette, a komment szerzőjét felmentette, az indoklás szerint Radnóti a trágár jelzőt közéleti minőségében kapta, s ez belefér a vélemény- és szólásszabadság kereteibe. Az ítélet ellen az alpolgármester nem fellebbezett, így az jogerőssé vált.

## Magánélet
Nőtlen. Magánéletéről többször is cikkezett a bulvársajtó. 2018-ban Dér Heni énekesnő párja volt Később arról cikkeztek, hogy egy Barátok Közt-ben szereplő színésznő volt a párja, Pataki Szilvia.